# Levente Molnár
Levente Molnár (n. 10 martie 1976, Baia Mare) este un actor maghiar din România, cunoscut pentru rolul său din Fiul lui Saul, film distins cu premiul Oscar pentru cel mai bun film străin din 2016.
Acesta vorbește limbile maghiară, română și engleză.

## Studiile și începutul carierei
Molnár a studiat actoria la Universitatea Babeș-Bolyai, în clasa profesorului András Hatházi. În anul 2002, după absolvirea facultății, a fost angajat la Teatrul Maghiar de Stat din Cluj.